# Tablelands Region
Koordinaten: 16° 59′ S, 145° 23′ O

Die Tablelands Region ist ein lokales Verwaltungsgebiet (LGA) im australischen Bundesstaat Queensland. Das Gebiet ist 11.281 km² groß und hat etwa 26.000 Einwohner.

## Geografie
Die Region liegt im Norden des Staats im Süden der Kap-York-Halbinsel etwa 1400 km nördlich der Hauptstadt Brisbane und etwa 40 km westlich von Cairns.
Verwaltungssitz der LGA ist Atherton mit 7.348 Einwohnern.
Zur Region gehören folgende Stadtteile und Ortschaften: Almaden, Amber, Arriga, Atherton, Barrine, Barwidgi, Beatrice, Bellevue, Biboohra, Bolwarra, Butchers Creek, Carrington, Chewko, Chillagoe, Crystalbrook, Danbulla, Desailly, Dimbulah, East Barron, Ellinjaa, Evelyn, Forty Mile, Fossilbrook, Gadgarra, Gamboola, Glen Allyn, Glen Russell, Glen Ruth, Groganville, Gunnawarra, Herberton, Hurricane, Innot Hot Springs, Irvinebank, Jaggan, Julatten, Kaban, Kairi, Kalunga, Kirrama, Koah, Koombooloomba, Kuranda, Kureen, Lake Barrine, Lake Eacham, Lake Tinaroo, Lyndside, Maalan, Malanda, Mareeba, Middlebrook, Millaa Millaa, Millstream, Minbun, Minnamoolka, Mona Mona, Moomin, Moregatta, Mount Carbine, Mount Garnet, Mount Molloy, Mount Mulligan, Munderra, Mungalli, North Johnstone, Nychum, Paddys Green, Palmerston, Peeramon, Petford, Ravenshoe, Silver Valley, Southedge, Speewah, Springfield, Tarzali, Thornborough, Tinaroo, Tolga, Topaz, Tumoulin, Upper Barron, Wairuna, Walkamin, Watsonville, Wondecla, Wongabel, Wrotham und Yungaburra.

## Geschichte
2008 entstand aus den vier Shires Atherton, Eacham, Herberton und Mareeba die Tablelands Region. Mareeba erklärte sich nach einer Volksabstimmung 2014 unäbhängig von der Tablelands Region.

## Verwaltung
Der Tablelands Regional Council hat sieben Mitglieder. Sechs Councillor werden von den Bewohnern der sechs Divisions (Wahlbezirke) gewählt. Der Ratsvorsitzende und Mayor (Bürgermeister) wird zusätzlich von allen Bewohnern der Region gewählt. Seit 2020 ist Rod Marti der Bürgermeister, er wurde 2024 wiedergewählt.